# Козача вулиця (Прилуки)
Козача вулиця — вулиця у місті Прилуки. Пролягає від вулиці Івана Скоропадського до вулиці 1 Травня. Вулиця розташована у західній частині міста, на Квашинцях.
Прилучаються Квашинський в'їзд — Київська вулиця — Козачий в'їзд — вулиці Миколаївська — Костянтинівська.
Нумерація йде від центру (№ 2-56, 1-69).

## Історія
Прокладена відповідно до Генеральногр плану забудови міста 1802 року. Назву отримала через те, що на вулиці колись проживало багато козаків.
На 1900 рік мала 17 володінь (з них 3 пустирі), 19 будинків.

## Установи
- № 21 — Дитячий садок;
- № 54 — Ливарно-механічний завод;
- № 56 — завод «Пластмас-Прилуки».
- № 56 — кабельний завод «Меганом-Дон».